# Африка (Оренбургская область)
А́фрика — посёлок в Матвеевском районе Оренбургской области в составе Кинельского сельсовета.

## География
Находится на расстоянии примерно 19 километров на юг-юго-восток от районного центра села Матвеевка.

## История
Основан в 1940-е годы как подразделение совхоза «Пономарёвский». Назван в знак солидарности с народами Африки.

## Население
Население составляло 179 человек в 2002 году (русские 55 %), 107 по переписи 2010 года.

## Достопримечательности
Православная часовня иконы Божией Матери «Всецарица» (освящена 31 августа 2018 года).